# Hemioplisis hortularia
Hemioplisis hortularia là một loài bướm đêm trong họ Geometridae.